# Морозов, Андрей Владимирович (футболист)
Андрей Владимирович Морозов (родился 3 апреля 1968 года) — советский и российский футболист, защитник.

## Биография
В начале карьеры играл за свердловский РТИ в соревнованиях коллективов физкультуры. В 1991 году перешёл в команду мастеров — «Уралец НТ», выступал во второй лиге СССР, первой и второй лигах России.
В начале 1996 года перешёл в екатеринбургский «Уралмаш». Дебютный матч в высшей лиге сыграл 9 марта 1996 года против «Ростсельмаша», заменив на 69-й минуте Алексея Арефьева. Первый гол в высшем дивизионе забил 10 июля 1996 года в игре с московским «Динамо», причём в этом матче забивал и в свои, и в чужие ворота. Всего в сезоне 1996 года сыграл 17 матчей и забил два гола в чемпионате страны и не смог помочь команде удержаться в высшей лиге. Также в этом сезоне сыграл три матча в Кубке Интертото. Выступал в составе «Уралмаша» до 1998 года, за это время команда опустилась во второй дивизион.
В 1999 году вернулся в «Уралец НТ», в котором провёл два сезона и завершил профессиональную карьеру. Всего за семь сезонов в составе клуба из Нижнего Тагила сыграл более 200 матчей в первенствах страны.
В конце карьеры выступал за любительские клубы Свердловской области.